# Battaglia di Assaye
La battaglia di Assaye, combattutasi il 23 settembre 1803 presso l'omonimo villaggio dell'India centrale tra l'esercito britannico sotto il comando di Arthur Wellesley (il futuro Duca di Wellington) e l'armata dei Principi Maratthi, segnò la svolta decisiva della Seconda guerra anglo-maratta, aprendo il predominio inglese su tutto l'altopiano del Deccan e, in generale, sull'intera India centro-meridionale.

## Il prologo
La Seconda guerra anglo-maratta nacque in principio dai conflitti interni della Confederazione Maratta. Il Peshwa Baji Rao II, era il capo ufficiale dei Maratthi, ma i Principi Daulatrao Sindhia di Gwalior e Jaswant Rao Holkar di Indore detenevano un prestigio ed una potenza assai maggiori. Baji Rao fu sconfitto da Holkar nella battaglia di Poona (25 ottobre 1802). Dopo la sua disfatta Baji Rao si rifugiò sotto protezione britannica e, con il Trattato di Bassein, formò un'alleanza con il Governatore-Generale britannico dell'India, Lord Wellesley, e la Compagnia delle Indie Orientali.
Lord Wellesley decise di sostenere il Peshwa. Reinsediò Baji Rao a Poona il 13 maggio 1803 e tentò delle trattative con Sindhia, ma dai primi di agosto i negoziati risultarono vani. Wellesley allora mosse contro le due principali forze Maratte: un grande esercito formato dalle armate di Sindhia e del Raja di Berar.
Il Marchese Wellesley formò così due eserciti, quello del nord, al comando del Generale Gerard Lake, e quello del sud sotto il comando del Maggior Generale Arthur Wellesley, suo fratello minore. Il Generale Wellesley fu coadiuvato dal Contingente Hyderabad della Compagnia delle Indie Oriantali, forte di circa 9,400 uomini, comandato dal Colonnello Stevenson. Inoltre con l'armata britannica vi erano circa 5000 alleati indiani della cavalleria leggera di Mysore e di Maratha.

## La battaglia
Il 20 settembre Arthur Wellesley e il Colonnello Stevenson si divisero a Bednapur; Stevenson avanzò attraverso una valle circa quattordici miglia ad ovest della linea di marcia di Wellesley. Entrambi avevano pianificato di riunire nuovamente le forze in un villaggio a venti miglia da Bokerdunon il 24 settembre. Ma Wellesley si scontrò con le armate di Sindhia e Ragojee Bhonsla ad Assaye il 23 settembre. Questi contavano tra i 40000 ed i 50000 uomini, incluse tre brigate di fanteria regolare, la maggior parte sotto il comando di Anthony Pohlmann, un soldato di ventura hannoveriano, che era stato in precedenza sergente nella Compagnia delle Indie Orientali, prima di passare al nemico. Le forze maratte presero posizione tra i fiumi Kaitna e Juah; una posizione che i principi reputavano sarebbe potuta essere assalibile solo attraversando il Kaitna. Nonostante l'enorme disparità di forze, Wellesley era determinato ad attaccare.
Lì vicino, Wellesley trovò un tratto dove passare a guado il fiume, non lungi dal villaggio di Assaye. In tal modo egli aveva l'intenzione di attaccare di fianco l'armata nemica. La manovra tuttavia fallì, poiché l'esercito inglese venne assalito mentre stava ancora guadando il fiume. L'esercito dei Principi Maratti si ritirò andando a schierarsi in faccia agli inglesi, sbarrando la strada. Ma una valorosa carica alla baionetta di due battaglioni scozzesi, il 74° Highlanders (che perse tutti i suoi ufficiali) e il 78° Highlanders, sbaragliarono le forze combinate nemiche e l'esercito dei principi andò in rotta. Le perdite delle armate maratte ammontarono a circa 6000 uomini, mentre gli Inglesi non ne ebbero più di 1500 Malgrado le pesanti perdite nel loro attacco frontale, le forze britanniche riportarono una straordinaria vittoria, che, dopo una marcia forzata di ventiquattro miglia, fu un vero trionfo. Tuttavia, proprio per questo lungo cammino l'esausto esercito di Wellesley non poté inseguire il nemico in fuga.
Questo era il primo successo del trentaquattrenne Arthur Wellesley, ed uno di quelli che egli ricordò sempre con soddisfazione, comparato alla sua successiva trionfale carriera. Secondo un aneddoto, in tarda età, dopo essersi ritirato a vita privata, Wellington considerava Assaye la sua battaglia più raffinata, sorpassando spesso anche il suo trionfo nella battaglia di Waterloo.